# Harbury
Harbury är en ort och civil parish i Storbritannien.   Den ligger i grevskapet Warwickshire och riksdelen England, i den södra delen av landet, 120 km nordväst om huvudstaden London. Harbury ligger 126 meter över havet och antalet invånare är 2 264.
Terrängen runt Harbury är huvudsakligen platt. Harbury ligger uppe på en höjd. Runt Harbury är det ganska tätbefolkat, med 116 invånare per kvadratkilometer. Närmaste större samhälle är Coventry, 19,4 km norr om Harbury. Trakten runt Harbury består till största delen av jordbruksmark.